# Boothville-Venice
Boothville-Venice é uma Região censo-designada localizada no estado americano de Luisiana, na Paróquia de Plaquemines.

## Demografia
Segundo o censo americano de 2000, a sua população era de 2220 habitantes.

## Geografia
De acordo com o United States Census Bureau tem uma área de 
13,1 km², dos quais 6,7 km² cobertos por terra e 6,4 km² cobertos por água.

## Localidades na vizinhança
O diagrama seguinte representa as localidades num raio de 64 km ao redor de Boothville-Venice. 